# Кримська обласна рада народних депутатів XIX скликання
Кримська обласна рада народних депутатів дев'ятнадцятого скликання — представничий орган Кримської області у 1985—1987 роках.
Нижче наведено список депутатів Кримської обласної ради 19-го скликання, обраних 24 лютого 1985 року в загальних та особливих округах. Всього до Кримської обласної ради 19-го скликання було обрано 230 депутатів.
| Прізвище, ім'я, по-батькові          | Місто чи район           | Виборчий округ | Посада | Примітки                          |
| ------------------------------------ | ------------------------ | -------------- | --- | --------------------------------- |
| Авраамов Георгій Миколайович         | Сімферопольський район   | № 201          | директор радгоспу-заводу «Виноградний» |                                   |
| Адамень Федір Федорович              | Совєтський район         | № 216          | голова Совєтського райвиконкому |                                   |
| Альохін Михайло Данилович            | Феодосія                 | № 90           | начальник Кримського обласного управління комунального господарства                                                                          |                                   |
| Альохіна Валентина Володимирівна     | Алушта                   | № 6            | робітниця садівницької бригади радгоспу-заводу «Алушта»                                                                                      |                                   |
| Анащенков Микола Володимирович       | Євпаторія                | № 21           | штукатур будівельного управління № 55 тресту «Євпаторіябуд»                                                                                  |                                   |
| Антонова Галина Григорівна           | Ялта                     | № 112          | лаборантка клініко-діагностичної лабораторії Ялтинської міської лікарні                                                                      |                                   |
| Арбузов Валерій Дмитрович            | Совєтський район         | № 218          | завідувач відділу організаційно-партійної роботи Кримського обласного комітету КПУ                                                           |                                   |
| Багров Микола Васильович             | Нижньогірський район     | № 175          | секретар Кримського обласного комітету КПУ                                                                                                   |                                   |
| Балакай Наталія Володимирівна        | Сімферополь              | № 53           | монтажниця цеху № 2 Сімферопольського виробничого об’єднання «Фотон»                                                                         |                                   |
| Баришев Георгій Іванович             | Феодосія                 | № 93           | голова Феодосійського міськвиконкому |                                   |
| Баркан Віталій Михайлович            | Керч                     | № 31           | слюсар цеху виробництва склотари Керченського міжколгоспного скляного комбінату                                                              |                                   |
| Бахтін Юрій Георгійович              | Ленінський район         | № 168          | голова Кримського облвиконкому | повноваження припинені 11.09.1985 |
| Бергалевич Віра Миколаївна           | Джанкойський район       | № 138          | телятниця радгоспу «Молода гвардія» |                                   |
| Беренштейн Нусик Борисович           | Сімферополь              | № 60           | головний інженер Кримського виробничого трикотажного об’єднання                                                                              |                                   |
| Білик Валентин Васильович            | Ленінський район         | № 167          | 1-й секретар Ленінського районного комітету КПУ                                                                                              |                                   |
| Білка Ніна Гаврилівна                | Ялта                     | № 115          | завідувачка централізованої клініко-діагностичної лабораторії Кримської групи санаторіїв і будинків відпочинку                               |                                   |
| Бобашинський Володимир Олександрович | Джанкойський район       | № 136          | редактор газети «Кримська правда» |                                   |
| Бовтуненко Євгенія Іванівна          | Феодосія                 | № 98           | бригадир виноградарської бригади радгоспу-заводу «Феодосійський»                                                                             |                                   |
| Божко Олександр Васильович           | Євпаторія                | № 16           | 1-й секретар Кримського обласного комітету ЛКСМУ                                                                                             |                                   |
| Бойко Федір Никонович                | Сакський район           | № 192          | голова Сакського райвиконкому |                                   |
| Бойченко Любов Федосіївна            | Сімферополь              | № 69           | оператор формувального цеху Сімферопольського домобудівного комбінату імені XXVI з’їзду КПРС                                                 |                                   |
| Боровикова Любов Миколаївна          | Сімферопольський район   | № 203          | зоотехнік-селекціонер колгоспу «Шлях Леніна»                                                                                                 |                                   |
| Борсук Петро Васильович              | Ленінський район         | № 166          | слюсар-монтажник Кримського монтажного управління тресту «Теплоенергомонтаж»                                                                 |                                   |
| Булгаков Василь Іванович             | Сімферополь              | № 62           | персональний пенсіонер |                                   |
| Бурко Віктор Михайлович              | Сімферополь              | № 67           | машиніст тепловоза Сімферопольського локомотивного депо Придніпровської залізниці                                                            |                                   |
| Ванюшкіна Тетяна Дмитрівна           | Кіровський район         | № 144          | завідувачка молочнотоварної ферми колгоспу імені Червоної армії                                                                              |                                   |
| Варичев Михайло Якович               | Алушта                   | № 5            | голова Алуштинського міськвиконкому |                                   |
| Величко Ольга Миколаївна             | Ялта                     | № 106          | контролер відділу технічного контролю виробничого об’єднання «Таврія»                                                                        |                                   |
| Вишницька Валентина Вікторівна       | Керч                     | № 41           | токар механічного цеху Керченського суднобудівного заводу «Затока» імені Бутоми                                                              |                                   |
| Відоменко Валерій Андроникович       | Євпаторія                | № 25           | начальник управління КДБ по Кримській області                                                                                                |                                   |
| Вініченко Марія Захарівна            | Чорноморський район      | № 227          | завідувачка птахоферми колгоспу «Більшовик»                                                                                                  |                                   |
| Власенко Надія Максимівна            | Красногвардійський район | № 150          | оператор Урожайненського комбінату хлібопродуктів № 1                                                                                        |                                   |
| Волков Михайло Олександрович         | Красноперекопськ         | № 47           | голова Красноперекопського міськвиконкому |                                   |
| В'юник Любов Андріївна               | Сімферополь              | № 83           | маляр спеціалізованого будівельного управління № 3 тресту «Сімферопольпромбуд»                                                               |                                   |
| Гарбузенко Валентина Тимофіївна      | Сімферополь              | № 73           | пошивниця Сімферопольської шкіргалантерейної фабрики                                                                                         |                                   |
| Гейко Ірина Миколаївна               | Сімферопольський район   | № 214          | тепличниця колгоспу імені Леніна |                                   |
| Гнап Зінаїда Петрівна                | Нижньогірський район     | № 177          | доярка колгоспу імені Войкова |                                   |
| Голєва Зоя Григорівна                | Ленінський район         | № 171          | доярка колгоспу «Ініціатива» |                                   |
| Головін Олексій Дмитрович            | Джанкой                  | № 11           | токар ремонтно-механічних майстерень Джанкойської пересувної механізованої колони № 8 тресту «Кримканалбуд»                                  |                                   |
| Гончарова Валентина Григорівна       | Джанкойський район       | № 140          | головний агроном радгоспу «Обільний» |                                   |
| Грамарчук Любов Василівна            | Ялта                     | № 114          | кухар санаторію «Сосновий бор» |                                   |
| Гребенюк Людмила Петрівна            | Судацький район          | № 221          | бригадир радгоспу-заводу «Коктебель» |                                   |
| Гречихін Сергій Іванович             | Керч                     | № 32           | докер-механізатор Керченського морського торговельного порту                                                                                 |                                   |
| Гризодуб Микола Михайлович           | Нижньогірський район     | № 178          | голова Нижньогірського райвиконкому |                                   |
| Гринь Валентин Миколайович           | Сімферополь              | № 70           | формувальниця тіста Сімферопольського хлібокомбінату                                                                                         |                                   |
| Гришко Володимир Андрійович          | Красногвардійський район | № 153          | секретар Кримської обласної ради профспілок                                                                                                  |                                   |
| Громова Марина Анатоліївна           | Феодосія                 | № 88           | машиніст сигаретних машин Феодосійської тютюнової фабрики                                                                                    |                                   |
| Гуменюк В'ячеслав Михайлович         | Бахчисарайський район    | № 123          | наладчик обладнання заводу керамзитового гравію комбінату «Будіндустрія»                                                                     |                                   |
| Гунько Микола Макарович              | Бахчисарайський район    | № 119          | голова правління колгоспу імені 60-річчя Радянської України                                                                                  |                                   |
| Гуренко Федір Миколайович            | Ленінський район         | № 165          | голова Кримського обласного виробничого об'єднання із виробничо-технічного забезпечення сільського господарства                              |                                   |
| Даниленко Михайло Макарович          | Білогірський район       | № 128          | голова Білогірського райвиконкому |                                   |
| Данильченко Владислава Станіславівна | Джанкойський район       | № 134          | бригадир-овочівник радгоспу імені 60-річчя Великої Жовтневої соціалістичної революції                                                        |                                   |
| Дев'ятко Віктор Петрович             | Білогірський район       | № 132          | тракторист колгоспу імені Калініна |                                   |
| Деньщук Віктор Михайлович            | Сімферополь              | № 66           | начальник Кримського відділка Придніпровської залізниці                                                                                      |                                   |
| Діденко Людмила Павлівна             | Керч                     | № 36           | емалювальниця Керченського металургійного заводу імені Войкова                                                                               |                                   |
| Дмитрієв Юрій Іванович               | Кіровський район         | № 143          | 1-й секретар Кіровського районного комітету КПУ                                                                                              |                                   |
| Донцов Дмитро Іванович               | Керч                     | № 42           | бригадир судноскладальників Керченського суднобудівного заводу «Затока» імені Бутоми                                                         |                                   |
| Дроздов Федір Васильович             | Саки                     | № 51           | бригадир малярів будівельного управління № 41 тресту «Євпаторіябуд»                                                                          |                                   |
| Євдокименко-Ротару Софія Михайлівна  | Ленінський район         | № 174          | солістка-вокалістка ансамблю «Червона рута» Кримської державної філармонії                                                                   |                                   |
| Єгорова Валентина Іванівна           | Судацький район          | № 224          | бригадир радгоспу-заводу «Веселівський» |                                   |
| Єгудін Володимир Ілліч               | Сімферопольський район   | № 211          | начальник об’єднання «Кримплодовочгосп» |                                   |
| Єрмаков Микола Панасович             | Сакський район           | № 200          | військовий |                                   |
| Єрмоліна Неоніла Олександрівна       | Сімферополь              | № 78           | завідувачка організаційно-інструкторського відділу Кримського облвиконкому                                                                   |                                   |
| Жакунець Любов Степанівна            | Нижньогірський район     | № 176          | бригадир виноградарської бригади колгоспу імені XXI з’їзду КПРС                                                                              |                                   |
| Житеньов Віктор Петрович             | Судацький район          | № 225          | командувач Військово-повітряних сил Чорноморського флоту                                                                                     |                                   |
| Жолкієвський Володимир Васильович    | Ялта                     | № 104          | бригадир каменярів будівельного управління № 31 тресту «Ялтакурортбуд»                                                                       |                                   |
| Жорич Анатолій Петрович              | Судацький район          | № 223          | начальник Кримського обласного управління внутрішніх справ                                                                                   | повноваження припинені 11.09.1985 |
| Загороднюк Ігор Олександрович        | Сімферополь              | № 72           | бортмеханік Сімферопольського авіаційного підприємства                                                                                       |                                   |
| Заріченська Катерина Іванівна        | Керч                     | № 33           | шліфувальниця Керченського заводу скловиробів імені 60-річчя Великої Жовтневої соціалістичної революції                                      |                                   |
| Зелінський Олександр Лукич           | Красноперекопський район | № 161          | голова Красноперекопського райвиконкому |                                   |
| Земляна Ольга Валентинівна           | Керч                     | № 40           | студентка Керченського філіалу Донецького інституту радянської торгівлі                                                                      |                                   |
| Зінов'єва Надія Миколаївна           | Керч                     | № 39           | бригадир ізолювальників Керченської дільниці Сімферопольського будівельного управління № 71 тресту «Термоізоляція»                           |                                   |
| Зінченко Галина Леонідівна           | Керч                     | № 38           | машиніст конвеєра дробильно-збагачувальної фабрики Камиш-Бурунського залізорудного комбінату імені С. Орджонікідзе                           |                                   |
| Іванов Анатолій Васильович           | Бахчисарайський район    | № 120          | токар Альминського заводу будівельних матеріалів                                                                                             |                                   |
| Іванова Людмила Василівна            | Бахчисарайський район    | № 118          | старший агроном тепличного комплексу радгоспу-заводу імені Чкалова                                                                           |                                   |
| Івашкіна Людмила Іванівна            | Сімферополь              | № 63           | слюсар-складальник заводу пневмоустаткування Сімферопольського науково-виробничого об’єднання «Пневматика»                                   |                                   |
| Ізмайлов Віталій Віталійович         | Ялта                     | № 108          | завідувач відділу торгівлі та побутового обслуговування Кримського обкому КПУ                                                                |                                   |
| Ільїна Неллі Іванівна                | Сакський район           | № 197          | агроном-ентомолог колгоспу «Росія» |                                   |
| Казак Леонід Васильович              | Сімферопольський район   | № 208          | голова Сімферопольського райвиконкому |                                   |
| Казарін Павло Федорович              | Кіровський район         | № 149          | Кримський обласний військовий комісар |                                   |
| Капшук Георгій Іванович              | Красногвардійський район | № 159          | секретар Кримського обласного комітету КПУ                                                                                                   |                                   |
| Карлова Валентина Пантеліївна        | Сакський район           | № 193          | викладач економіки Прибережненського радгоспу-технікуму                                                                                      |                                   |
| Кашпур Микола Васильович             | Роздольненський район    | № 189          | начальник управління «Кримканалбуду» |                                   |
| Кирилюк Алла Олексіївна              | Сімферопольський район   | № 202          | тепличниця колгоспу «Радянська Україна» |                                   |
| Кисельова Зінаїда Анатоліївна        | Сімферополь              | № 74           | студентка Кримського сільськогосподарського інституту імені Калініна                                                                         |                                   |
| Клітний Микола Гаврилович            | Нижньогірський район     | № 181          | заступник командувача Чорноморського флоту                                                                                                   |                                   |
| Кляритський Лев Миколайович          | Кіровський район         | № 145          | 1-й заступник голови Кримського облвиконкому                                                                                                 |                                   |
| Князєва Валентина Олексіївна         | Совєтський район         | № 219          | садовод колгоспу «Росія» |                                   |
| Ковтун Галина Михайлівна             | Алушта                   | № 4            | лікар-педіатр Алуштинської центральної міської лікарні                                                                                       |                                   |
| Козлова Любов Іванівна               | Сімферопольський район   | № 209          | трактористка радгоспу-заводу «Сонячний» |                                   |
| Колодяжна Галина Миколаївна          | Керч                     | № 35           | електрозварниця будівельного управління № 22 тресту «Керчметалургбуд»                                                                        |                                   |
| Кондакова Лариса Семенівна           | Джанкой                  | № 7            | штампувальниця пластмас Джанкойського машинобудівного заводу                                                                                 |                                   |
| Корецький Юрій Олександрович         | Феодосія                 | № 89           | матрос теплохода «В. Коробков» Феодосійського морського торговельного порту                                                                  |                                   |
| Коротка Катерина Василівна           | Кіровський район         | № 147          | виноградар радгоспу-заводу «Старокримський»                                                                                                  |                                   |
| Корчагін Павло Миколайович           | Ялта                     | № 105          | освітлювач Ялтинської кіностудії-філіалу Центральної кіностудії дитячих та юнацьких фільмів імені М. Горького                                |                                   |
| Косухіна Валентина Пантеліївна       | Красногвардійський район | № 151          | гідротехнік колгоспу «Дружба народів» |                                   |
| Косянчук Василь Григорович           | Красноперекопський район | № 163          | директор радгоспу «П’ятиозерний» |                                   |
| Котляр Тетяна Петрівна               | Красноперекопськ         | № 43           | штукатур-плиточник-лицювальник будівельного управління № 50 тресту «Перекопхімбуд»                                                           |                                   |
| Котлярова Євдокія Сергіївна          | Сімферополь              | № 55           | робітниця пошивного цеху Сімферопольської швейної фабрики імені Крупської                                                                    |                                   |
| Кравченко Світлана Миколаївна        | Джанкой                  | № 9            | старший продавець універмагу |                                   |
| Креславський Геннадій Данилович      | Сімферополь              | № 79           | директор Сімферопольського електромеханічного заводу                                                                                         | повноваження припинені 16.04.1986 |
| Криворотов Володимир Іванович        | Красногвардійський район | № 154          | голова правління колгоспу «Росія» |                                   |
| Кротенко Євген Дем'янович            | Кіровський район         | № 142          | завідувач відділу будівництва Кримського обласного комітету КПУ                                                                              |                                   |
| Крючков Василь Михайлович            | Роздольненський район    | № 188          | чабан колгоспу імені XXII з’їзду КПРС |                                   |
| Крячун Андрій Васильович             | Ялта                     | № 109          | голова Ялтинського міськвиконкому |                                   |
| Крят Олександр Іванович              | Керч                     | № 26           | токар Керченського судноремонтного заводу |                                   |
| Кубишкін Володимир Федорович         | Сімферополь              | № 65           | завідувач кафедри внутрішніх хвороб Кримського медичного інституту                                                                           |                                   |
| Кубрушко Василь Леонтійович          | Ленінський район         | № 169          | голова Ленінського райвиконкому |                                   |
| Кудряшов Ігор Васильович             | Совєтський район         | № 220          | командир Кримської військово-морської бази                                                                                                   |                                   |
| Кулішко Галина Миколаївна            | Сімферополь              | № 68           | завідувачка фінансового відділу Кримського облвиконкому                                                                                      |                                   |
| Курашик Віталій Володимирович        | Євпаторія                | № 15           | голова Євпаторійського міськвиконкому |                                   |
| Лавриненко Володимир Федорович       | Сімферополь              | № 80           | голова Сімферопольського міськвиконкому |                                   |
| Лапіна Ніна Василівна                | Ялта                     | № 107          | кухар санаторію імені Кірова |                                   |
| Легков Ернест Павлович               | Красногвардійський район | № 155          | завідувач Кримського обласного відділу охорони здоров’я                                                                                      |                                   |
| Лежніна Наталія Іванівна             | Сімферополь              | № 57           | робітниця цеху № 3 Сімферопольського виробничого шкіряно-взуттєвого об’єднання імені Дзержинського                                           |                                   |
| Лисенко Ніна Павлівна                | Саки                     | № 48           | лаборантка Сакського хімічного заводу імені 50-річчя Радянської України                                                                      |                                   |
| Литвиненко Інна Іванівна             | Первомайський район      | № 182          | завідувачка Кримського обласного відділу соціального забезпечення                                                                            |                                   |
| Литвинова Геля Василівна             | Євпаторія                | № 17           | завідувачка фізіотерапевтичного відділення першої Євпаторійської міської лікарні                                                             |                                   |
| Лук'яненко Костянтин Петрович        | Сімферополь              | № 64           | голова Кримського обласного комітету народного контролю                                                                                      |                                   |
| Люлько Валентина Миколаївна          | Феодосія                 | № 92           | в'язальниця Феодосійської панчішної фабрики імені 60-річчя Радянської України                                                                |                                   |
| Макаренко Віктор Сергійович          | Сакський район           | № 199          | 1-й секретар Кримського обласного комітету КПУ                                                                                               |                                   |
| Максименко Ігор Миколайович          | Красногвардійський район | № 158          | голова Красногвардійського райвиконкому |                                   |
| Малков Юрій Олександрович            | Феодосія                 | № 96           | начальник Кримського обласного управління побутового обслуговування населення                                                                |                                   |
| Малькевич Наталія Олександрівна      | Євпаторія                | № 13           | закрійниця Євпаторійської фабрики індивідуального пошиття і ремонту одягу                                                                    |                                   |
| Мартинець Григорій Павлович          | Ленінський район         | № 170          | начальник Кримського обласного управління сільського господарства                                                                            |                                   |
| Матвєєнко Ніна Михайлівна            | Нижньогірський район     | № 180          | майстер Нижньогірського консервного заводу                                                                                                   |                                   |
| Медведєв Володимир Олексійович       | Джанкойський район       | № 135          | скотар молочно-товарної ферми колгоспу «Заповіт Леніна»                                                                                      |                                   |
| Мельничук Катерина Петрівна          | Євпаторія                | № 20           | слюсар-складальник Євпаторійського дослідного механічного заводу                                                                             |                                   |
| Милосердов Сергій Миколайович        | Керч                     | № 34           | формувальник-бетоняр заводу залізобетонних виробів тресту «Керчметалургбуд»                                                                  |                                   |
| Минаєва Надія Володимирівна          | Красноперекопськ         | № 46           | електрослюсар Кримського виробничого об’єднання «Титан» імені 50-річчя СРСР                                                                  |                                   |
| Михайлов Сергій Олександрович        | Керч                     | № 29           | токар бази технічного обслуговування управління «Південрибпромрозвідка»                                                                      |                                   |
| Моргунова Меланія Борисівна          | Білогірський район       | № 126          | бригадир малярів міжгосподарської будівельної організації міста Білогірська                                                                  |                                   |
| Мордвіна Ірина Олександрівна         | Сімферополь              | № 61           | секретар Кримського обласного комітету КПУ                                                                                                   |                                   |
| Моторний Федір Порфирович            | Сімферопольський район   | № 206          | бригадир тракторної бригади колгоспу імені Жданова                                                                                           |                                   |
| Нагаєва Римма Олександрівна          | Сімферополь              | № 58           | бригадир майстерні Сімферопольської фабрики текстильно-художніх виробів                                                                      |                                   |
| Неклюдов Євген Васильович            | Роздольненський район    | № 190          | голова Роздольненського райвиконкому |                                   |
| Нерубенко Наталія Георгіївна         | Сімферополь              | № 75           | швачка-мотористка Сімферопольської швейно-галантерейної фабрики                                                                              |                                   |
| Новиков Сергій Іванович              | Феодосія                 | № 95           | слюсар Феодосійського механічного заводу |                                   |
| Олейников Анатолій Васильович        | Первомайський район      | № 185          | голова правління Кримської обласної спілки споживчих товариств                                                                               |                                   |
| Омелянський Микола Людвігович        | Чорноморський район      | № 229          | голова Чорноморського райвиконкому |                                   |
| Орлова Людмила Леонідівна            | Саки                     | № 50           | майстер тарної дільниці Сакського заводу мінеральних вод                                                                                     |                                   |
| Парталоха Олена Федорівна            | Сімферополь              | № 77           | водій тролейбуса Сімферопольського тролейбусного парку № 1                                                                                   |                                   |
| Патракова Світлана Володимирівна     | Совєтський район         | № 217          | зоотехнік колгоспу «Перемога» |                                   |
| Пересунько В'ячеслав Петрович        | Алушта                   | № 2            | начальник Кримського обласного управління культури                                                                                           |                                   |
| Першутов Олександр Васильович        | Красногвардійський район | № 156          | фрезерувальник Октябрського виробничого відділення «Сільгосптехніка»                                                                         |                                   |
| Петров Ігор Петрович                 | Керч                     | № 37           | голова Керченського міськвиконкому |                                   |
| Петросян Миша Степанович             | Євпаторія                | № 24           | генеральний директор виробничого об’єднання «Чорноморнафтогазпром»                                                                           | повноваження припинені 25.06.1986 |
| Петрухненко Ольга Іванівна           | Керч                     | № 30           | швачка Керченської швейної фабрики |                                   |
| Плетмінцев Володимир Григорович      | Сімферополь              | № 87           | начальник комбінату «Кримбуд» |                                   |
| Поліщук Світлана Вікторівна          | Сімферопольський район   | № 204          | пакувальниця цеху птахівництва птахофабрики «Южная»                                                                                          |                                   |
| Полієтова Тетяна Григорівна          | Ялта                     | № 100          | оператор Ялтинського міського виробничо-технічного вузла зв’язку                                                                             |                                   |
| Поляков Анатолій Миколайович         | Судацький район          | № 222          | голова Судацького райвиконкому |                                   |
| Полякова Рада Іванівна               | Сакський район           | № 194          | помічник бригадира овочівницької бригади радгоспу «Дружба»                                                                                   |                                   |
| Поминчук Надія Фролівна              | Сакський район           | № 196          | бригадир ферми птахорадгоспу «Токарєвський»                                                                                                  |                                   |
| Попова Катерина Василівна            | Ялта                     | № 111          | заступник начальника кондитерського цеху комбінату громадського харчування управління громадського харчування Ялтинського міськвиконкому     |                                   |
| Привалов Олександр Петрович          | Джанкой                  | № 8            | голова Джанкойського міськвиконкому |                                   |
| Приходько Станіслав Григорович       | Сімферопольський район   | № 215          | начальник особливого відділу КДБ по Чорноморському флоту                                                                                     |                                   |
| Прозорова Любов Василівна            | Євпаторія                | № 23           | телефоністка цеху міжміського телефонного зв’язку Євпаторійського міського вузла зв’язку                                                     |                                   |
| Прокопенко Тетяна Василівна          | Джанкойський район       | № 141          | доярка радгоспу «Насінний» |                                   |
| Рак Катерина Павлівна                | Кіровський район         | № 146          | бригадир садівницької бригади радгоспу-заводу «Золоте поле»                                                                                  |                                   |
| Рибалкін Володимир Анатолійович      | Чорноморський район      | № 226          | помічник бурильника Чорноморського управління розвідувального буріння виробничого об’єднання з видобутку нафти і газу «Чорноморнафтогазпром» |                                   |
| Родін Володимир Сергійович           | Сімферополь              | № 71           | начальник Кримського територіального управління Держкомітету УРСР із забезпечення нафтопродуктами                                            |                                   |
| Розгон Валентина Олександрівна       | Красноперекопський район | № 164          | бригадир рисівників радгоспу «50 років Жовтня»                                                                                               |                                   |
| Рощупкін Олександр Мефодійович       | Керч                     | № 28           | 2-й секретар Кримського обласного комітету КПУ                                                                                               |                                   |
| Рудченко Алім Михайлович             | Сімферополь              | № 76           | начальник Кримського обласного статистичного управління                                                                                      |                                   |
| Ручка Віктор Іванович                | Ялта                     | № 99           | матрос-моторист теплохода «Леся Українка» Ялтинського морського торговельного порту                                                          |                                   |
| Рябіка Леонід Григорович             | Первомайський район      | № 184          | голова Первомайського райвиконкому |                                   |
| Рябовол Ганна Миколаївна             | Бахчисарайський район    | № 122          | робітниця ефіроолійного радгоспу-заводу «Ароматний»                                                                                          |                                   |
| Савенко Юрій Петрович                | Джанкойський район       | № 137          | завідувач Кримського обласного відділу народної освіти                                                                                       |                                   |
| Садакова Лариса Олександрівна        | Красноперекопський район | № 162          | доярка радгоспу «Красноперекопський» |                                   |
| Самойлова Олена Миколаївна           | Євпаторія                | № 22           | кухар кафе «Театральне» міста Євпаторії |                                   |
| Самсонов Борис Іванович              | Білогірський район       | № 130          | 1-й заступник голови Кримського облвиконкому                                                                                                 |                                   |
| Сатін Михайло Григорович             | Сімферопольський район   | № 205          | завідувач відділу сільського господарства і харчової промисловості Кримського обласного комітету КПУ                                         |                                   |
| Сахаров Юрій Іванович                | Білогірський район       | № 131          | секретар Кримського облвиконкому |                                   |
| Свєтушенко Світлана Володимирівна    | Керч                     | № 27           | молодший продавець універмагу «Чайка» управління торгівлі Керченського міськвиконкому                                                        |                                   |
| Селіванов Георгій Якимович           | Чорноморський район      | № 230          | 1-й заступник начальника політичного управління Чорноморського флоту                                                                         |                                   |
| Семенцова Лідія Іванівна             | Ленінський район         | № 172          | бригадир молочно-товарної ферми радгоспу «Керченський»                                                                                       |                                   |
| Сирота Григорій Панасович            | Ялта                     | № 101          | голова Кримської обласної ради профспілок |                                   |
| Ситник Сергій Олексійович            | Євпаторія                | № 14           | токар-автоматник машинобудівного заводу |                                   |
| Скрипіч Марія Юріївна                | Сімферополь              | № 85           | штампувальниця Сімферопольського механічного заводу «Сантехпром»                                                                             | повноваження припинені 11.09.1985 |
| Слободанюк Петро Васильович          | Бахчисарайський район    | № 121          | тракторист колгоспу «Україна» |                                   |
| Слюсарєва Олена В'ячеславівна        | Євпаторія                | № 19           | молодший продавець магазину № 129 міста Євпаторії                                                                                            |                                   |
| Смирнова Руслана Іванівна            | Ялта                     | № 102          | робітниця Ялтинського рибокомбінату |                                   |
| Соловйовський Анатолій Васильович    | Джанкойський район       | № 133          | голова Джанкойського райвиконкому |                                   |
| Сологуб Світлана Степанівна          | Алушта                   | № 1            | кухар-роздавальник дирекції шкільного і робітничого харчування                                                                               |                                   |
| Сорокіна Наталія Анатоліївна         | Сімферопольський район   | № 210          | тепличниця експериментального тепличного комбінату «Сімферопольський»                                                                        |                                   |
| Сорокопудова Віра Миколаївна         | Сімферополь              | № 52           | ткаля Сімферопольської бавовняної ткацької фабрики                                                                                           |                                   |
| Соцкова Лідія Михайлівна             | Сімферополь              | № 82           | доцент кафедри фізичної географії Сімферопольського державного університету імені Фрунзе                                                     |                                   |
| Сощенко Галина Павлівна              | Сімферополь              | № 84           | штукатур пересувної механізованої колони № 176 тресту «Кримсільбуд»                                                                          |                                   |
| Стадниченко Людмила Василівна        | Бахчисарайський район    | № 125          | вчителька географії середньої школи № 3 міста Бахчисарая                                                                                     |                                   |
| Степанов Володимир Володимирович     | Сакський район           | № 195          | директор радгоспу «Саки» |                                   |
| Ступак Марія Олександрівна           | Кіровський район         | № 148          | майстер машинного доїння колгоспу «Україна»                                                                                                  |                                   |
| Сугоняко Олена Семенівна             | Євпаторія                | № 18           | вчителька початкових класів Євпаторійської середньої школи № 2                                                                               |                                   |
| Тарасюк Анатолій Миколайович         | Бахчисарайський район    | № 117          | бригадир розсадницької бригади радгоспу-заводу «Плодове»                                                                                     |                                   |
| Таратун Петро Миколайович            | Білогірський район       | № 127          | старший агроном тепличного овочевого комбінату колгоспу «Росія»                                                                              |                                   |
| Тесак Зіновій Дмитрович              | Алушта                   | № 3            | прокурор Кримської області |                                   |
| Тихомирова Ірина Михайлівна          | Феодосія                 | № 91           | кравчиня Феодосійської фабрики індивідуального пошиття та ремонту одягу                                                                      |                                   |
| Ткаченко Дмитро Михайлович           | Красногвардійський район | № 160          | військовий |                                   |
| Троян Анатолій Сергійович            | Феодосія                 | № 97           | складальник Феодосійського механічного заводу                                                                                                |                                   |
| Трубило Ольга Олександрівна          | Сімферопольський район   | № 213          | лаборант Сімферопольської овоче-баштанної дослідної станції                                                                                  |                                   |
| Тюханов Ігор Миколайович             | Первомайський район      | № 186          | голова Кримського обласного комітету ДТСААФ                                                                                                  |                                   |
| Умнов Олександр Борисович            | Красногвардійський район | № 152          | токар експериментального плодорозсадницького господарства «Мир»                                                                              |                                   |
| Усиніна Ганна Петрівна               | Первомайський район      | № 183          | завідувачка молочнотоварної ферми № 1 колгоспу імені Калініна                                                                                |                                   |
| Фенко Віра Іванівна                  | Чорноморський район      | № 228          | голова виконкому Далеківської сільської ради                                                                                                 |                                   |
| Фомичова Людмила Єгорівна            | Білогірський район       | № 129          | помічник бригадира виноградарської бригади радгоспу-заводу «Передгір’я»                                                                      |                                   |
| Харчук Галина Анатоліївна            | Ялта                     | № 103          | продавець магазину № 56 торговельного об’єднання № 3 управління торгівлі Ялтинського міськвиконкому                                          |                                   |
| Хлинов Юрій Олександрович            | Красноперекопськ         | № 44           | заступник голови Кримського облвиконкому |                                   |
| Царик Василь Володимирович           | Сімферополь              | № 86           | муляр–монтажник будівельного управління № 53 тресту «Сімферопольпромбуд»                                                                     |                                   |
| Цвєткова Лідія Іванівна              | Красногвардійський район | № 157          | оператор цеху інкубації племптахорадгоспу-репродуктора «Родина»                                                                              |                                   |
| Цівадзе Шукрі Юсупович               | Феодосія                 | № 94           | керуючий Кримської обласної контори Держбанку СРСР                                                                                           |                                   |
| Чайковський В'ячеслав Федорович      | Красноперекопськ         | № 45           | 1-й секретар Красноперекопського міського комітету КПУ                                                                                       |                                   |
| Челюскін Геннадій Гаврилович         | Роздольненський район    | № 191          | командир 1-ї дивізії протиповітряної оборони (ППО)                                                                                           |                                   |
| Чепуріна Римма Миколаївна            | Ялта                     | № 113          | заступник голови Кримського облвиконкому |                                   |
| Черненко Ольга Петрівна              | Сімферополь              | № 56           | продавець універмагу «Центральний» міста Сімферополя                                                                                         |                                   |
| Черфас Валентин Іванович             | Нижньогірський район     | № 179          | голова правління колгоспу імені Крупської |                                   |
| Чистикова Лідія Миколаївна           | Бахчисарайський район    | № 116          | начальник цеху винзаводу колгоспу імені XXII з’їзду КПРС                                                                                     |                                   |
| Чорна Надія Олександрівна            | Роздольненський район    | № 187          | доярка молочнотоварної ферми № 1 радгоспу «Рисовий»                                                                                          |                                   |
| Чуєнко Лідія Олексіївна              | Сакський район           | № 198          | овочівник колгоспу імені Горького |                                   |
| Шавін Олександр Федорович            | Джанкойський район       | № 139          | начальник Кримського обласного виробничого управління меліорації і водного господарства                                                      |                                   |
| Швецов Володимир Олександрович       | Саки                     | № 49           | голова Сакського міськвиконкому |                                   |
| Шевяко Олександр Костянтинович       | Джанкой                  | № 12           | помічник машиніста електровоза Джанкойського локомотивного депо                                                                              |                                   |
| Шекета Леонтій Іванович              | Бахчисарайський район    | № 124          | голова Бахчисарайського райвиконкому |                                   |
| Шешуков Вікентій Іванович            | Сімферопольський район   | № 212          | заступник голови Кримського облвиконкому, голова обласної планової комісії                                                                   |                                   |
| Шинкарчук Олена Юхимівна             | Ялта                     | № 110          | лікар-терапевт санаторію «Ай-Даніль» |                                   |
| Шихальова Марина Валентинівна        | Джанкой                  | № 10           | стерилізатор Джанкойського консервного заводу                                                                                                |                                   |
| Шпиталь Олена Миколаївна             | Сімферопольський район   | № 207          | оператор бройлерної фабрики радгоспу імені Дзержинського                                                                                     |                                   |
| Шостак Володимир Семенович           | Сімферополь              | № 54           | начальник Кримського обласного управління торгівлі                                                                                           |                                   |
| Шуваєв Юрій Володимирович            | Сімферополь              | № 81           | водій автоколони № 2202 міста Сімферополя |                                   |
| Яковлєв Валентин Олексійович         | Ленінський район         | № 173          | командир армійського корпусу |                                   |
| Ястремська Олена Петрівна            | Сімферополь              | № 59           | оператор зв’язку Сімферопольського поштамту                                                                                                  |                                   |
| Пігарєв Володимир Ілліч              | Ленінський район         | № 168          | секретар Кримського обласного комітету КПУ                                                                                                   | дообраний 27.10.1985              |
| Руснак Пилип Гаврилович              | Судацький район          | № 223          | начальник Кримського обласного управління внутрішніх справ                                                                                   | дообраний 27.10.1985              |
| Шумакова Лариса Анатоліївна          | Сімферополь              | № 85           | намотувальниця Сімферопольського електромеханічного заводу                                                                                   | дообрана 27.10.1985               |
| Баталін Олександр Сергійович         | Сімферополь              | № 79           | директор Сімферопольського електромеханічного заводу                                                                                         | дообраний 25.06.1986              |
| Красикова Тетяна Олександрівна       | Євпаторія                | № 24           | інструктор Кримського обласного комітету КПУ; заступник голови Кримського облвиконкому                                                       | дообрана 3.08.1986                |

15 березня 1985 року відбулася 1-а сесія Кримської обласної ради народних депутатів 19-го скликання. Головою виконкому обраний Бахтін Юрій Георгійович; першими заступниками голови виконкому — Кляритський Лев Миколайович  і Самсонов Борис Іванович (голова облагропрому);  заступниками голови виконкому — Хлинов Юрій Олександрович, Чепуріна Римма Миколаївна, Шешуков Вікентій Іванович; секретарем облвиконкому — Сахаров Юрій Іванович.
Членами виконкому ради обрані: Дроздов Федір Васильович, Жорич Анатолій Петрович, Івашкіна Людмила Іванівна,  Криворотов Володимир Іванович, Кулішко Галина Миколаївна, Лавриненко Володимир Федорович, Лук'яненко Костянтин Петрович, Макаренко Віктор Сергійович, Мартинець Григорій Павлович, Сугоняко Олена Семенівна.
Головами комісій Кримської обласної Ради обрані: мандатної — Арбузов Валерій Дмитрович, планово-бюджетної — Рудченко Алім Михайлович, з питань промисловості, транспорту і зв'язку — Чайковський В'ячеслав Федорович, з питань агропромислового комплексу — Авраамов Георгій Миколайович, з питань народної освіти — Соцкова Лідія Михайлівна, з питань культури — Крячун Андрій Васильович, з питань торгівлі і громадського харчування — Ізмайлов Віталій Віталійович, з питань охорони природи і раціонального використання природних ресурсів — Волков Михайло Олександрович (до 25.06.1986) та  Даниленко Михайло Макарович (з 25.06.1986), з питань побутового обслуговування населення — Бойко Федір Никонович, з питань будівництва і промисловості будівельних матеріалів — Кротенко Євген Дем'янович, з питань праці і побуту жінок, охорони материнства і дитинства — Мордвіна Ірина Олександрівна, з питань житлово-комунального господарства і благоустрою — Привалов Олександр Петрович, з питань соціалістичної законності і охорони державного та громадського порядку — Курашик Віталій Володимирович, з питань охорони здоров'я і соціального забезпечення — Кубишкін Володимир Федорович, у справах молоді — Казак Леонід Васильович, з питань курортів — Гришко Володимир Андрійович.
Сесія затвердила обласний виконавчий комітет у складі: голова планової комісії — Шешуков Вікентій Іванович, завідувач відділу народної освіти — Савенко Юрій Петрович, завідувач відділу охорони здоров'я — Легков Ернест Павлович, завідувач відділу соціального забезпечення — Литвиненко Інна Іванівна, завідувач організаційно-інструкторського відділу — Єрмоліна Неоніла Олександрівна, завідувач відділу з питань праці — Дубов Валентин Федорович, завідувач відділу цін — Вареников І.Д., завідувач відділу запису актів громадського стану (ЗАГС) — Федорових І.В., завідувач архівного відділу — Суботіна І.В., завідувач загального відділу — Ярликова Антоніна Іванівна, начальник господарського відділу — Крюченко Микола Іванович, начальник відділу з питань курортів — Желудковський Євген Олександрович, начальник відділу у справах будівництва і архітектури — Колесников П.Я., начальник юридичного відділу — Мартин Аліна Павлівна, начальник відділу юстиції — Хандога В.П., начальник управління внутрішніх справ — Жорич Анатолій Петрович, начальник управління сільського господарства — Мартинець Григорій Павлович, начальник управління меліорації і водного господарства — Шавін Олександр Федорович,   начальник фінансового управління — Кулішко Галина Миколаївна, начальник управління торгівлі — Шостак Володимир Семенович, начальник управління місцевої промисловості — Леміш Борис Павлович, начальник управління побутового обслуговування населення — Малков Юрій Олександрович, начальник управління комунального господарства — Альохін Михайло Данилович, начальник управління культури — Пересунько В'ячеслав Петрович, начальник управління кінофікації — Мірошниченко Володимир Миколайович, начальник управління професійно-технічної освіти — Домбровський Олександр Олександрович, начальник управління у справах видавництв, поліграфії і книжкової торгівлі — Букетов В.І., начальник управління хлібопродуктів — Гнойовий М.А., начальник виробничо-технічного управління зв'язку - Гончарук О.А., начальник управління харчової промисловості — Демченко М.М., начальник управління житлового господарства — Іваненко І.С., начальник управління лісового господарства і лісозаготівель — Ісаєнко О.Б., начальник управління капітального будівництва — Карпович В.Ф., начальник управління громадського харчування — Окуневський В.Я., начальник аптечного управління — Радченко В.Д., начальник управління з питань заготівель і постачання паливом населення, комунально-побутових підприємств і установ — Распопов А.В., начальник виробничого управління будівництва та експлуатації автомобільних доріг — Тюкін І.Ф., начальник управління з питань охорони державних таємниць у пресі — Гузенко В.В., голова комітету з телебачення і радіомовлення — Качанов П.В., голова комітету з фізичної культури і спорту — Гостєв Микола Тимофійович, голова комітету народного контролю — Лук'яненко Костянтин Петрович.